# Panavision
Panavision ist ein US-amerikanischer Kamera- und Objektivhersteller und Verleih von Filmgeräten. Der Hauptsitz des Unternehmens befindet sich in Woodland Hills, Kalifornien; weltweit beschäftigt Panavision ca. 1300 Mitarbeiter.
Das Unternehmen ist neben ARRI einer der weltweit führenden Anbieter von analogen 35mm- und 65mm-Filmkameras. Auch im Markt der digitalen Kinokameras sind sie mit ihrer Millennium-DXL2-Kamera neben Mitbewerbern wie ARRI, Sony und Red vertreten.
Panavision bietet keines seiner Produkte zum Verkauf an, sondern vermietet sie ausschließlich über die eigenen Rental-Häuser.

## Geschichte

### Hersteller von Objektiven

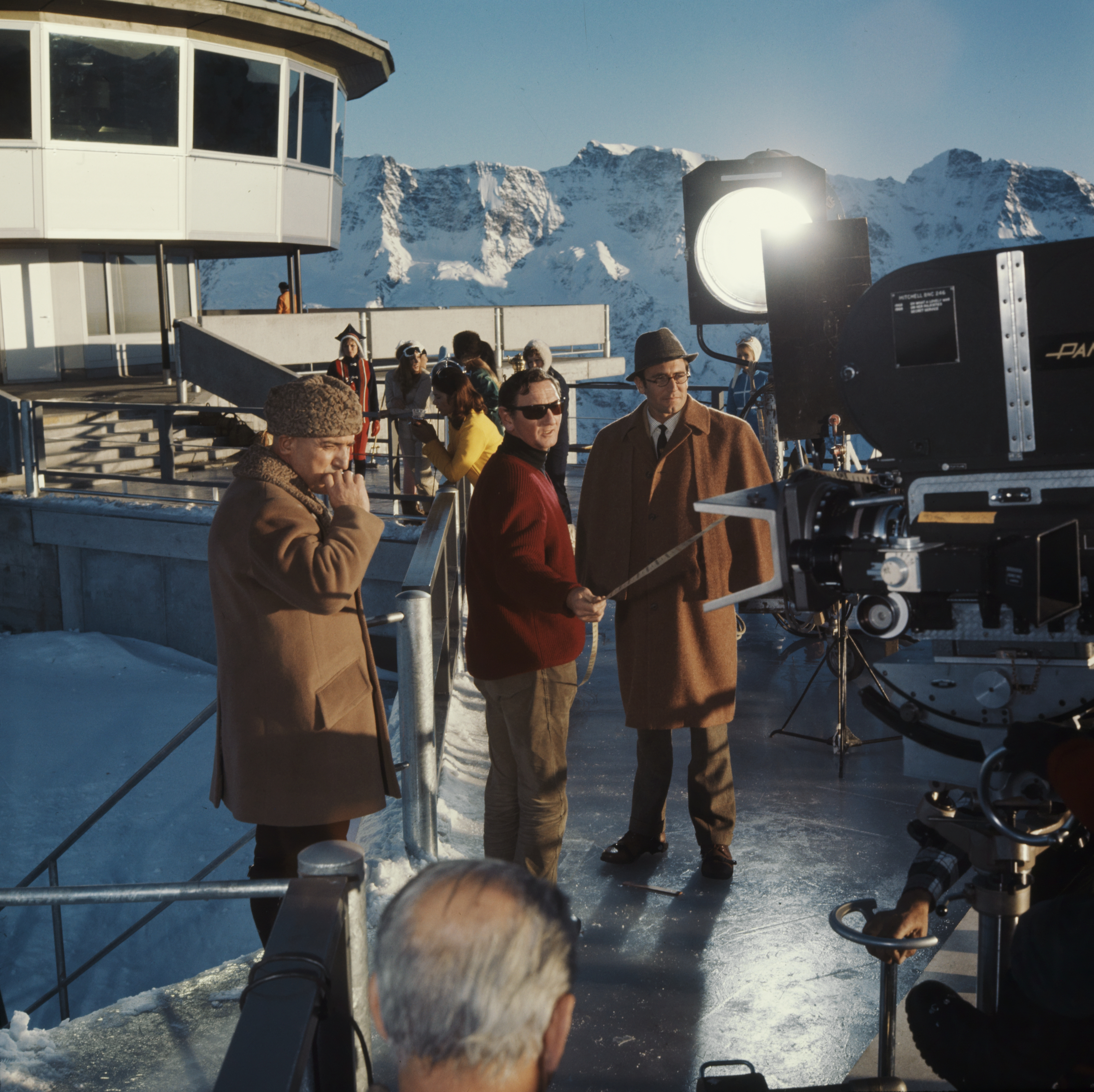
Panavision-Kamera auf Basis einer Mitchell BNC (1968)

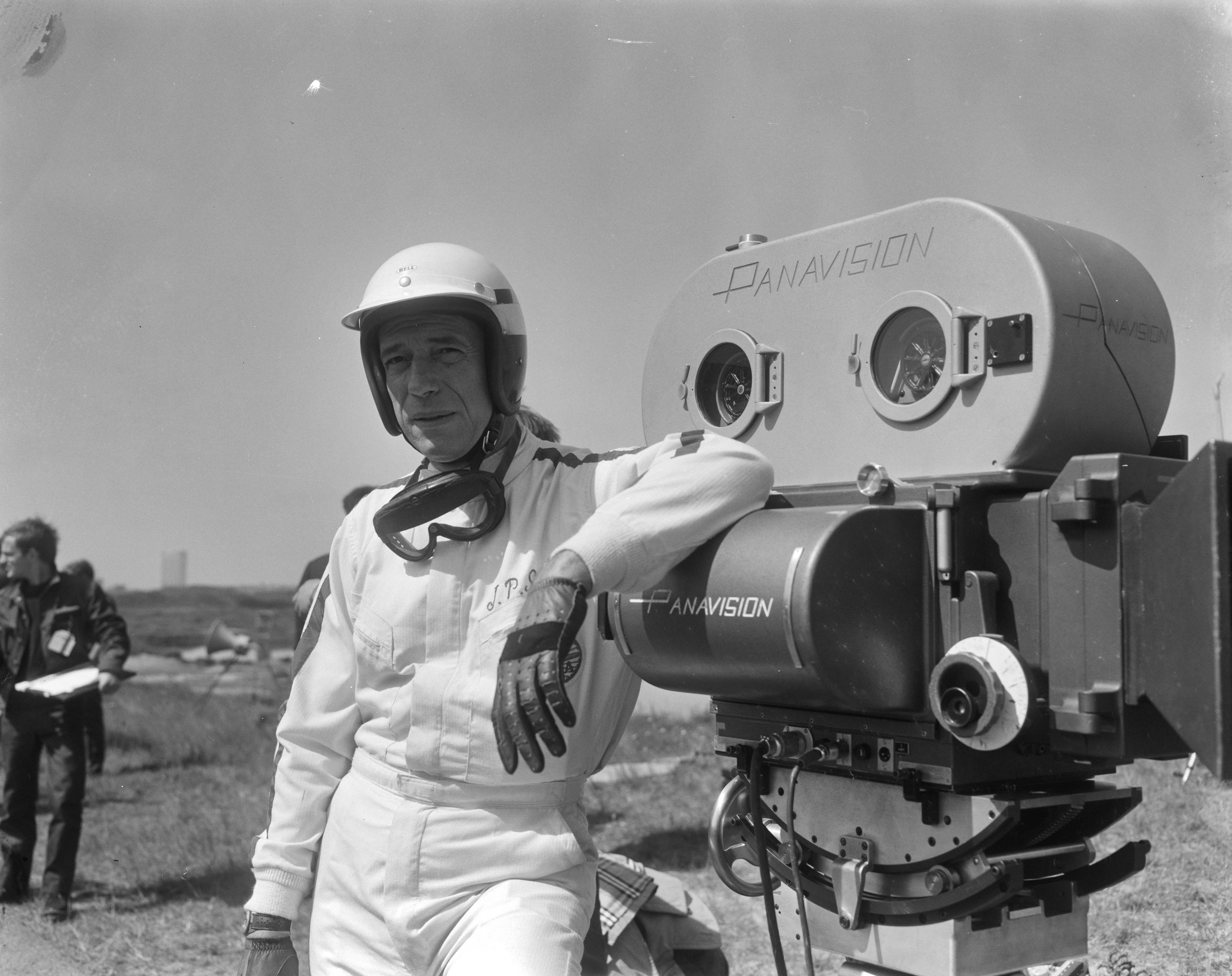
Yves Montand neben einer Super Panavision 70-Kamera (1966)

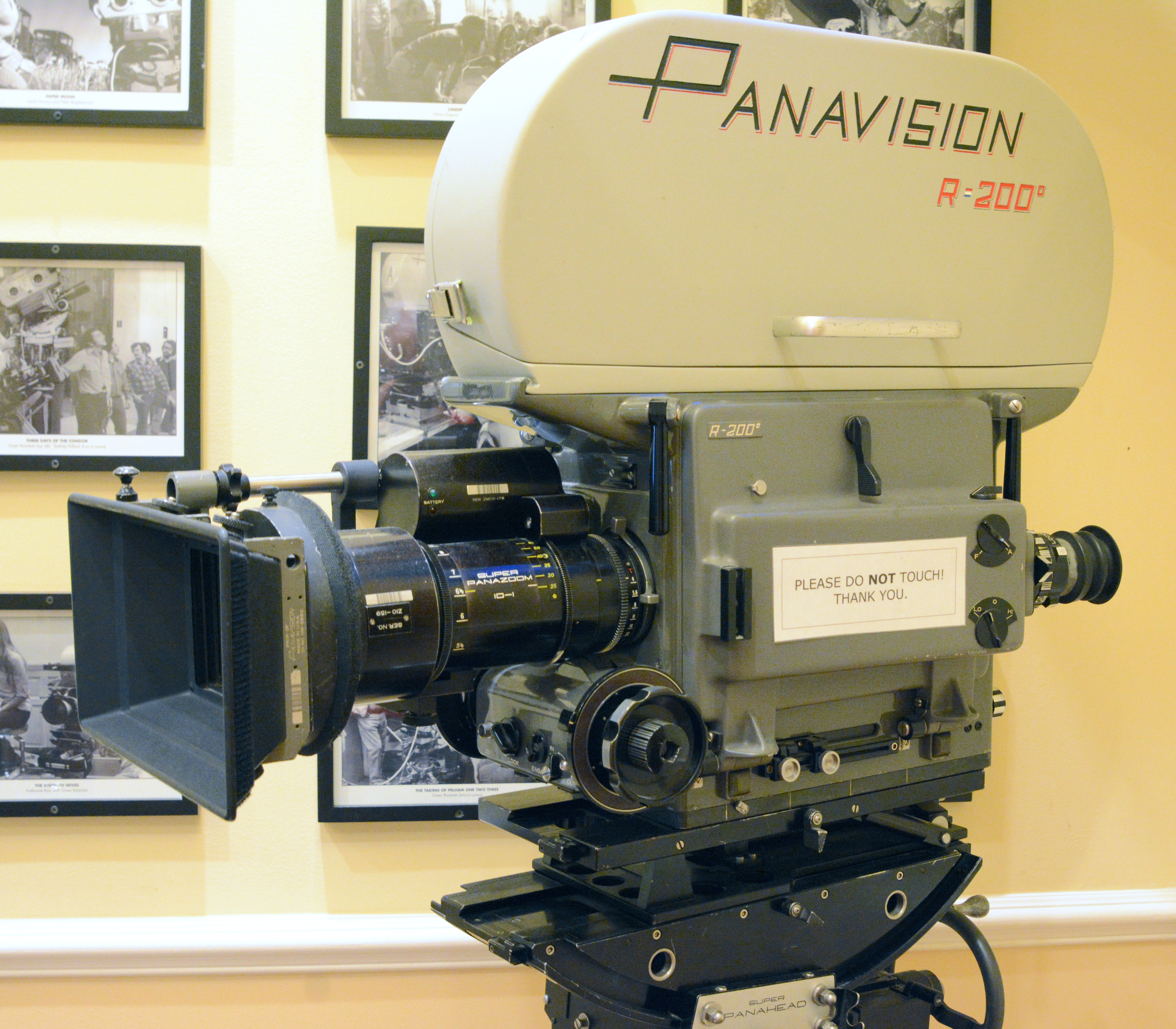
Panavision R200 (1960er Jahre)

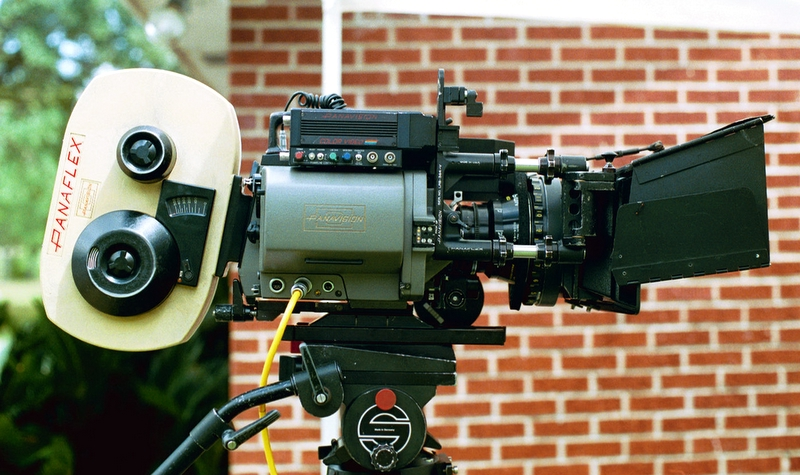
Panavision Panaflex G2

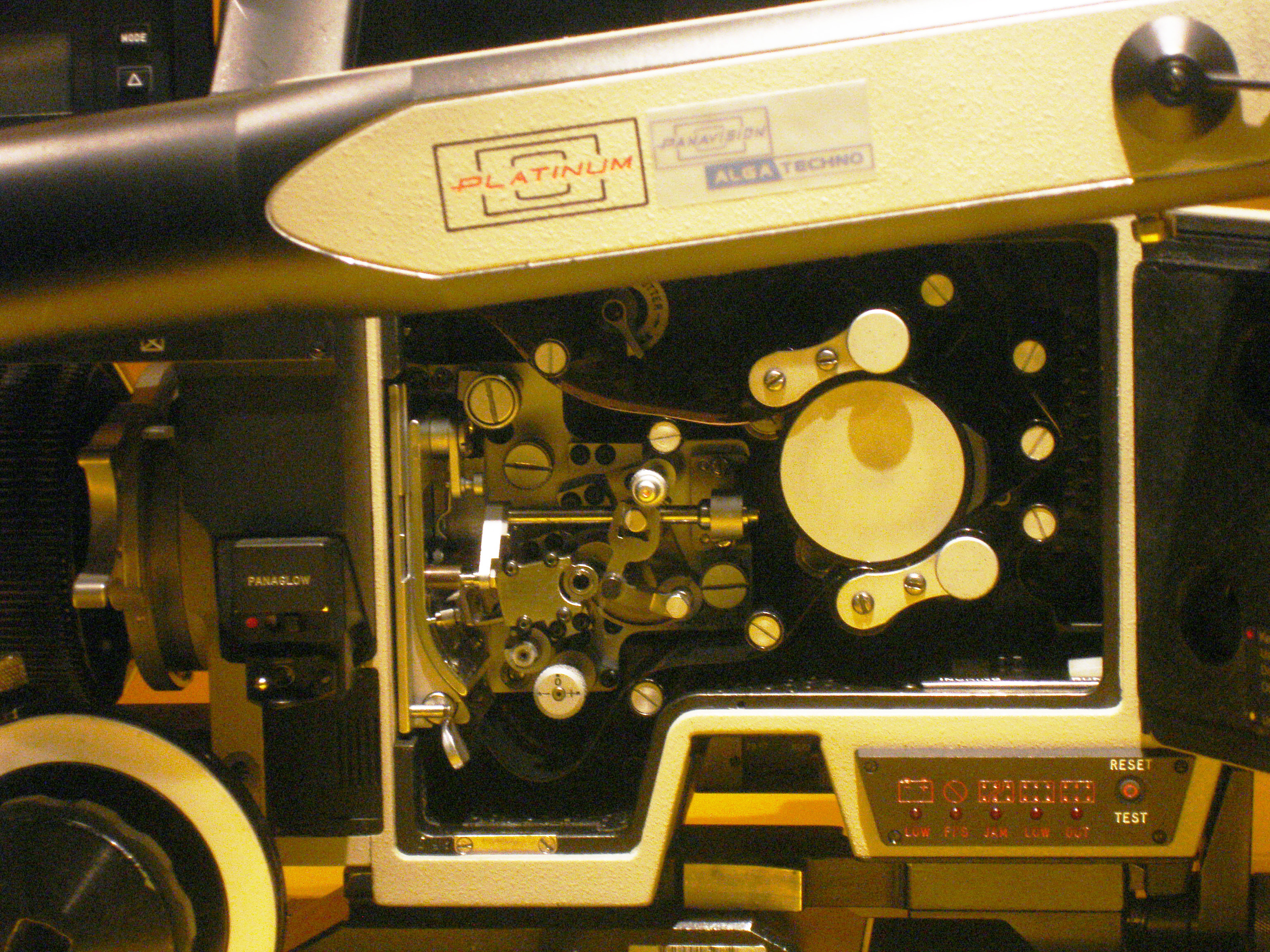
Greiferwerk einer Panaflex Platinum (1986)

Panavision wurde 1954 von den Kameratechnikern Robert Gottschalk und Richard Moore gegründet, ursprünglich als Hersteller von anamorphotischen Linsen für Kinoprojektoren. Ihr erstes Produkt war das Super-Panatar-Projektionsobjektiv. Damals wurde die Kinoindustrie von der Erfindung des Fernsehers bedroht. Um sich vom Fernsehen abzusetzen, wurde der Markt für Filme im Breitwand-Bildformat immer größer. Auf das Super-Panatar-Objektiv folgte schnell das verbesserte Ultra-Panatar-Objektiv. Nach und nach wurden Panavision Projektionslinsen zum führenden anamorphotischen System für die Kinoprojektion.
Kurze Zeit später experimentierte Panavision schon mit anamorphotischen Objektiven für Filmkameras. 1958 brachten sie schließlich die anamorphotischen Auto-Panatar-Objektive für 35mm-Filmkameras heraus. Für diese Erfindung bekam Panavision den ersten Academy Award für technische Innovation. Im Laufe der Firmengeschichte sollten 14 weitere Academy Awards folgen. Schon bald erschien das Logo Filmed in Panavision im Abspann von vielen Kinofilmen. Mit seinem eigenen, handlicheren und preiswerteren anamorphotischen System löste Panavision das von 20th Century Fox propagierte CinemaScope ab, dessen optischer Prozess allerdings nicht patentrechtlich geschützt werden konnte.
Kurze Zeit später brachten sie mit den APO-Panatar-Objektiven auch Anamorphoten für 65mm-Filmkameras heraus. Panavision entwickelte daraufhin auch ein System für die sphärische 65mm-Bildaufzeichnung mit dem Namen Super Panavision 70, welches auf dem technisch eng verwandten Todd-AO System basierte.

### Einstieg in die Kameratechnik
Im Jahr 1962 kaufte Panavision die Kameraabteilung von MGM auf und erwarb somit auch das von dieser entwickelte anamorphotische 65mm-System MGM Camera 65. Dieses wurde weiterentwickelt und daraufhin als Ultra Panavision 70 vermarktet. Mitte der 1960er-Jahre änderte Robert Gottschalk das Geschäftsmodell von Panavision. Die eigenen Objektive und Mitchell-Filmkameras (welche von MGM übernommen wurden) wurden fortan nur noch vermietet. Von da an baute sich Panavision ein riesiges Inventar an Filmequipment auf.
Schon bald nahm Panavision diverse Modifikationen an den gekauften Mitchell BNC-Filmkameras hervor. Bis heute basieren alle analogen Panavision-Filmkameras auf dem Mitchell-Greiferwerk.
Ab 1972 baute Panavision eigene Filmkameras unter dem Namen Panaflex. Die Kameras stellten zur damaligen Zeit eine Revolution dar. Sie waren so leise, dass kein separater Blimp für Aufnahmen mit Ton nötig waren. Steven Spielberg war mit seinem Film Sugarland Express (1974) der erste, der Panaflex Kameras einsetzte.
Im Laufe der 1970er-Jahre folgten diverse neue Panaflex-Modelle (Panaflex X, Panaflex Lightweight, Panastar, Panaflex Gold, Panaflex G2).
1982 starb Firmengründer Robert Gottschalk im Alter von 64 Jahren, die Firma wurde an neue Eigentümer verkauft. Daraufhin wurden Optiktests erstmals digitalisiert und die neue Platinum-Kamera wurde entwickelt. 1989 kamen die neuen Primo-Objektive auf den Markt.
1991 versuchte Panavision (zwei Jahre nach Mitbewerber ARRI mit der Arriflex 765) den 65mm-Filmmarkt wiederzubeleben. Sie brachten die neue System 65 Kamera heraus, jedoch ohne Erfolg. Es wurden bis heute nur zwei Filme mit dem System gedreht: In einem fernen Land (1992) von Ron Howard und Hamlet (1996) von Kenneth Branagh.
1997 wurde die Platinum (als Flaggschiffkamera) abgelöst von der neuen Millennium Kamera. 1999 folgte die Millennium XL. 2004 folgte mit der Millennium XL2 die letzte Filmkamera von Panavision. Zur damaligen Zeit setzte die Digitalisierung im Kameramarkt ein. 2006 wurde schließlich bekanntgegeben, dass in Zukunft keine neuen Filmkameras mehr entwickelt werden.
Seit 1998 ist der amerikanische Investor Ronald Owen Perelman über verschiedene Zwischengesellschaften mehrheitlicher Eigentümer der Panavision Inc.

## Kooperation mit Sony (2000–2008)

### Panavision HD-900F
Im Jahr 2000 begann Panavision auf den Zug der Digitalisierung im Kino aufzuspringen. Sie kauften für ihren Verleihpark Sony CineAlta HDW-F900 Kameras und modifizierten sie, sodass das bisherige Filmkamera-Zubehör daran verwendet werden konnte. Dazu brachten sie eigene Objektive für die Kamera unter dem Namen Primo Digital heraus. Das resultierende System wurde unter dem Namen Panavision HD-900F ausschließlich vermietet. George Lucas entschied sich für das System für die Produktion von Star Wars Episode II – Angriff der Klonkrieger (2002). Der Film gilt als das erste Major Motion Picture, welches komplett digital gefilmt wurde. Jedoch gab es während der Dreharbeiten eine Vielzahl von technischen Problemen mit der Kamera und den Objektiven. Woraufhin George Lucas seine langjährige Zusammenarbeit mit Panavision beendete und sich für ein anderes Sony Kamerasystem für den nächsten Star Wars Film entschied.
Um den Markt für die eigenen analogen Filmkameras nicht zu kannibalisieren, entschied man sich, das digitale Kamerasystem im Verleih deutlich teurer anzubieten, als es die herkömmlichen analogen Filmkameras waren. Andere Mitbewerber verliehen die Sony F900 deutlich günstiger. Das Panavision System scheiterte daraufhin im Markt und wurde zu keinem Erfolg.

### Panavision Genesis
Daraufhin entwickelte Panavision zusammen mit Sony eine eigene exklusive digitale Kinokamera komplett neu. Das resultierende Produkt Genesis HD wurde 2004 auf den Markt gebracht. Sony war für den elektronischen Teil der Kamera zuständig, während Panavision den mechanischen Teil verantwortete. Es war eine der ersten digitalen Kinokameras, welche auf einen Super-35-Bildsensor setzte, was es möglich machte, die etablierten 35mm-Filmobjektive weiterzuverwenden. Die Panavision Genesis wurde für Panavision zum großen Erfolg. Durch die resultierenden Kosteneinsparungen, aufgrund des Wegfalls von Kauf und Entwicklung von Filmmaterial für die Produktion, konnte Panavision das System im Verleih doppelt so teuer anbieten wie konventionelle analoge Filmkameras. Auch im Markt für TV-Serien wurde die Nachfrage für die Genesis schnell immer größer.
Auswahl von bedeutenden Kameraleuten, welche die Panavision Genesis als Hauptkamera verwendeten:
- Dean Semler: Apocalypto (2006) / Klick (2006) / Get Smart (2008) / 2012 (2009) / Date Night (2010)
- Michael Barrett: Leg dich nicht mit Zohan an (2008) / Harold & Kumar – Alle Jahre wieder (2011) / Der Zoowärter (2011) / Ted (2012)
- Newton Thomas Sigel: Superman Returns (2006)
- Bill Pope: The Spirit (2008)
- Robert Rodriguez: Planet Terror (2007)
- Dariusz Wolski: Alice im Wunderland (2010)
- Dante Spinotti: Deception (2008)
- Ruben Fleischer: Zombieland (2009)
- Thomas E. Ackerman: Scary Movie 4 (2006)
- Shelly Johnson: Captain America: The First Avenger (2011)
- David Tattersall: Next (2007)
- Henry Braham: Flyboys (2006)
- Russell Carpenter: 21 (2008)

Panavision beendete die Zusammenarbeit mit Sony. Daraufhin veröffentlichte Sony 2008 die CineAlta F35. Eine elektronisch fast baugleiche Kamera, die auch den gleichen Bildsensor verwendet.
Nachdem Mitbewerber wie ARRI, RED und Sony nach ein paar Jahren modernere, leistungsstärkere und bessere Kamerasysteme auf den Markt brachten, wurde die Genesis komplett vom Markt verdrängt. Durch die fehlende Nachfrage hat Panavision 2012 alle Genesis-Kameras stillgelegt und abgekündigt. Anschließend kündigten sie zwar die Entwicklung einer eigenen exklusiven Panavision 65mm-Digitalkamera an, das Projekt scheiterte jedoch und die Kamera kam nie zur Marktreife.
Panavision konzentrierte sich lange Zeit daraufhin, ihre alten analogen Filmkameras sowie Digitalkameras von ARRI, RED und Sony zu modifizieren und verleihen.

## Kooperation mit RED Digital Cinema (seit 2016): Panavision Millennium DXL / DXL2

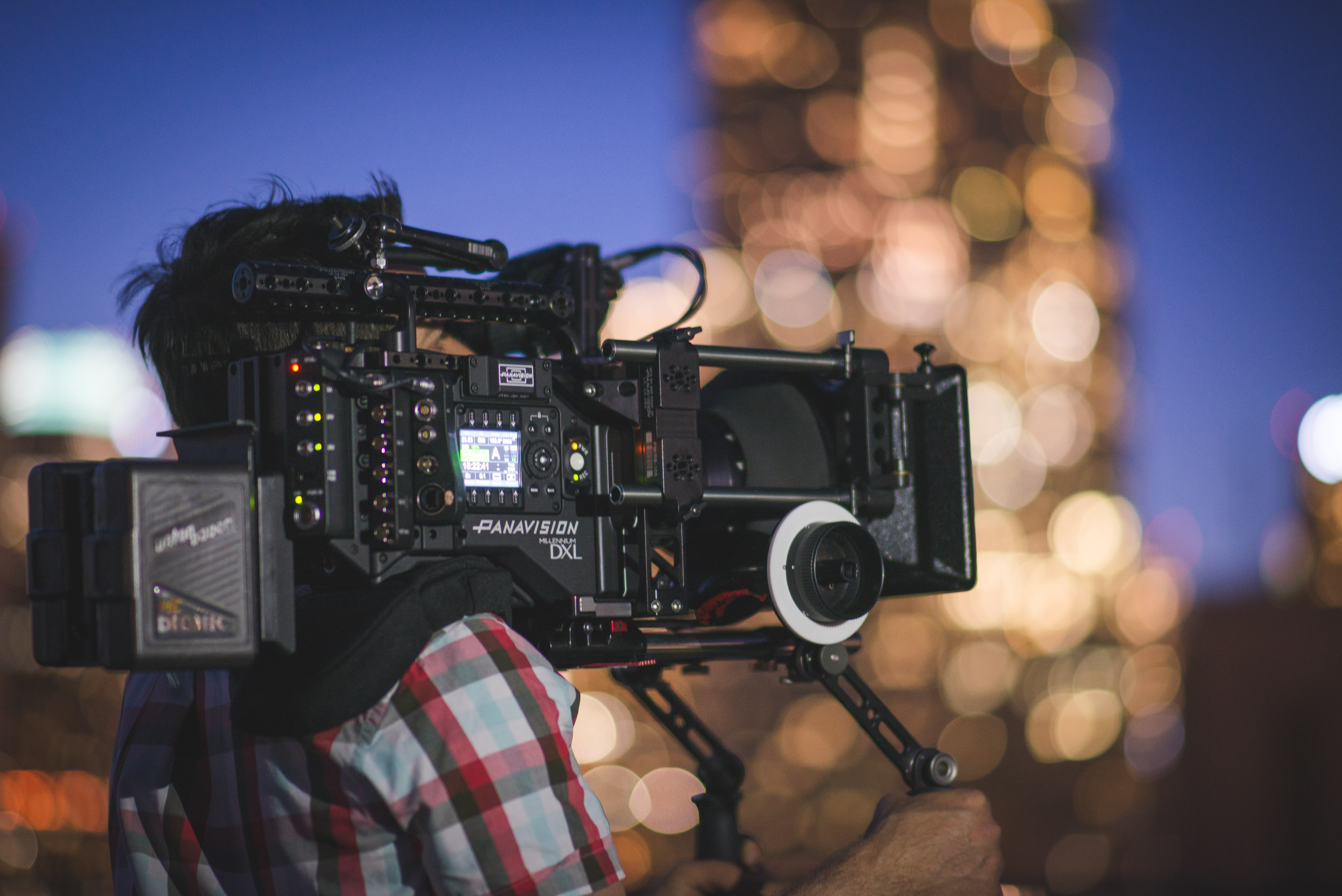
Panavision Millennium DXL

Nachdem die Kooperation mit Sony endete und die Eigenentwicklung einer 65mm-Digitalkamera gescheitert war, begann man 2016 eine Kooperation mit dem US-amerikanischen Kamerahersteller RED Digital Cinema. Gemeinsam mit RED entwickelte man die Panavision Millennium DXL, eine digitale Large Format Kamera, ausschließlich im Verleih bei Panavision. Der Bildsensor war der gleiche Dragon VistaVision-Sensor, den RED zuvor schon in den eigenen Kameras verbaute. Wie zuvor bei der Kooperation mit Sony verantwortet RED die gesamte Elektronik der Kamera, während Panavision die mechanische Seite und Bedienung konzipierte. Im Gegensatz zu den kleinen, modularen RED-Kameras entschied man sich hier für eine große Studiokamera. Nachdem RED ein Jahr später den verbesserten Monstro-Sensor veröffentlichte, wurden alle DXLs im Verleihpark auf den neuen Sensor umgerüstet. Die umgerüsteten Kameras wurden fortan als Millennium DXL 2 vermarktet.
Auswahl von bedeutenden Kameraleuten, welche die Panavision Millennium DXL / DXL2 als Hauptkamera verwendeten:
- John Schwartzman: Nur ein kleiner Gefallen (2018) / The Highwaymen (2019) / Last Christmas (2019)
- Henry Braham: Maleficent: Mächte der Finsternis (2019)
- Polly Morgan: Lucy in the Sky (2019)
- Peter Deming: The New Mutants (2020)
- Barry Ackroyd: Outlaw King (2018)
- John Mathieson: Maria Stuart, Königin von Schottland (2018)